# アナスタシオス・オルランドス
アナスタシオス・オルランドス（希: Αναστάσιος Ορλάνδος, 英: Anastasios Orlandos, 1887年12月23日 - 1979年10月6日）は、ギリシャの建築家、建築研究家、考古学者である。 特に古代とビザンティン時代の建築物の研究と修復によって、ギリシャの古典考古学およびビザンティン美術史の研究に多大な貢献をした。

## 生涯
アナスタシオス・オルランドスは、ギリシャ独立戦争で重要な役割を果たし、アテネ考古学協会の創設メンバーの1人でもあったギリシャの政治家・革命家イオアンニス・オルランドスの曾孫として、1887年にアテネで生まれた。オルランドスは1904年から1908年までアテネ工科大学で建築を学び、その後、アテネ大学の哲学部でウィルヘルム・デルプフェルト、ゲオルク・カロ、ルドルフ・ヘバーデイ、アントン・フォン・プレメルシュタインらとともに考古学を学んだ。1912年から1913年まで第一次バルカン戦争に参加した後、1915年にスニオンのポセイドン神殿の破風に関する論文で博士号を取得した。
1910年から1914年まで、アルフレッド・ブリュックナーの下で行われたアテネのケラメイコスを含むアンドロス島、エリスなどのさまざまな発掘調査に取り組んだ。1910年から1917年にかけてはアテナイのアクロポリス、特にプロピュライアを修復中であったニコラオス・バラノスのもとで働いた。1924年から1930年にかけて、アルカディア地方の古代都市ステュムパロスで最初の発掘調査を行い、1927年にはフェルディナンド・ノアクとともにエレウシスの発掘調査を発表した。1920年に古代の史跡の復元のためにディレクターのポストを与えられて1942年までその地位にあり、1942年から1958年までギリシャの史跡保護を指揮した。1919年から1940年までアテネ工科大学で構造工学の正教授として教鞭をとり、1943年から1958年まで同大学で建築史を教えた。アテネ大学では、1939年から1958年までビザンティン考古学の正教授として教えた。
オルランドスは仕事の過程で、古典考古学からビザンティン美術まで仕事の範囲が拡大した。さまざまな古代の文化財を守ることに加えて、多数のビザンティン教会の修復も担当した。彼は建築家として、しばしばビザンティン建築を新しい建物に取り入れようと試みた。彼の仕事には、例えば1931年に完成したアテネの聖ディオニュシオス・アレオパギテス教会（Agios Dionysios Areopagitis）や、ほかに約50の教会、また聖バシレイオス教会（Agios Vassilios）も含まれる。
オルランドスはとりわけ国内外の数多くの科学アカデミーや学会のメンバーとして数々の業績を称えられた。1926年に共同で中央科学機関としてアテネアカデミーを設立し、1946年から1956年まで書記を務め、1950年にはアテネアカデミーの会長を務めた。またギリシャの歴史と民族学協会、キリスト教考古学協会、ビザンチン研究協会の運営にも関与した。1947年にレジオンドヌール勲章のシヴァリエ（騎士）を授与され、1968年にはウィーン大学のヘルダー賞を受賞した。1951年から彼の死までオルランドスはアテネ考古学協会の会長を務めた。1965年、1968年、そして再度1978年にアテネアカデミーが記念出版物を出版した。他のほとんどの考古学者のように古代芸術の部門で学問と実践を組み合わせ、保全と修復の両面で、また発掘者として活躍したのち、1958年に両方の仕事から引退した。彼の最も重要な著書の1つに『ギリシャのビザンティン建築のアーカイブ』（Αρχείον των βυζαντινών μνημείων της Ελλάδος.）があり、1937年から1973年の間に12巻が出版された。他の研究では古代の建築材料と、木製の屋根が付いた初期のビザンティン教会を調査した。彼はまた古代芸術部門によって取り上げられた古代から現代にいたるギリシャのすべての文化財の等しく重要な代理人であった。1979年にアテネで死去。91歳であった 。

## 著書
- Το αέτωμα του εν Σουνίω ναού του Ποσειδώνος. in: Archaiologikon Deltion 1, 1915, 1-27.
- Ο εν στρατώ της Ακαρνανίας ναός του Διός, 1924
- Μοναστηριακή αρχιτεκτονική. 1927, 2nd Edition 1958
- Monuments byzantines de Chios. 1930
- Μεσαιωνικά μνημεία της πεδιάδος των Αθηνών και των κλιτυών Υμηττού – Πεντελικού, Πάρνηθος και Αιγάλεω, 1933
- Συμβολή στη βυζαντινή αρχιτεκτονική. 1937
- Αρχείον των βυζαντινών μνημείων της Ελλάδος. 12 volumes, 1937–1973
- Η ξυλόστεγος παλαιοχριστιανική βασιλική της μεσογειακής λεκάνης. 3 volumes, 1952–1954
- Τα υλικά δομής των αρχαίων Ελλήνων και οι τρόποι εφαρμογής αυτών κατά τους συγγραφείς, τας επιγραφάς και τα μνημεία, 1955
- Η Παρηγορήτισσα της Άρτης. 1963
- Les matériaux de construction et la technique architecturale des anciens Grecs. 2 volumes, de Boccard, Paris 1966-1968.
- Η αρχιτεκτονική του Παρθενώνος. 3 volumes, 1977
- Λεξικόν αρχαίων ελληνικών αρχιτεκτονικών όρων. 1986